# (2152) Hannibal
(2152) Hannibal est un astéroïde de la ceinture principale découvert le 19 novembre 1978 par l'astronome suisse Paul Wild depuis l'observatoire Zimmerwald.
Il a été ainsi baptisé en référence à Hannibal (246 av. J.-C./183 av. J.-C.), général carthaginois qui marcha sur Rome lors de la deuxième guerre punique.